# Буенавентура (Толедо)
Буенавентура (ісп. Buenaventura) — муніципалітет в Іспанії, у складі автономної спільноти Кастилія-Ла-Манча, у провінції Толедо. Населення — 483 особи (2010).
Муніципалітет розташований на відстані близько 100 км на захід від Мадрида, 80 км на північний захід від Толедо.
На території муніципалітету розташовані такі населені пункти: (дані про населення за 2010 рік)
- Буенавентура: 463 особи
- Ель-Буен-Сусесо: 20 осіб

## Демографія
Динаміка населення (INE ):

## Галерея зображень

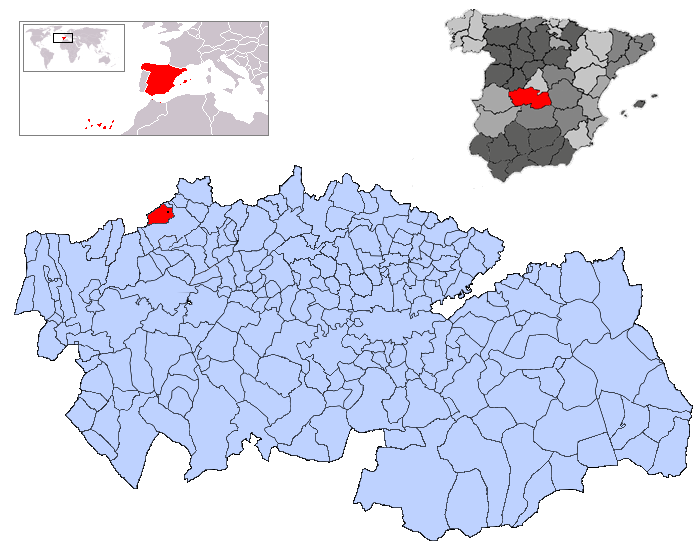
Розташування муніципалітету у провінції Толедо